# بل (دهانه)
بل یک دهانه برخوردی در ماه‌ است.

## دهانه‌های اقماری
این دهانه ۸ دهانه اقماری دارد.
| Bell | عرض جغرافیایی | طول جغرافیایی | قطر          |
| ---- | ------------- | ------------- | ------------ |
| E    | ۲۲.۰° N       | ۹۵.۸° W       | ۱۵.۰ کیلومتر |
| K    | ۱۸.۳° N       | ۹۵.۱° W       | ۱۸.۰ کیلومتر |
| J    | ۱۹.۹° N       | ۹۴.۰° W       | ۱۸.۰ کیلومتر |
| L    | ۱۹.۷° N       | ۹۵.۸° W       | ۲۳.۰ کیلومتر |
| N    | ۱۹.۵° N       | ۹۶.۹° W       | ۱۸.۰ کیلومتر |
| Q    | ۲۰.۷° N       | ۹۷.۲° W       | ۲۳.۰ کیلومتر |
| T    | ۲۱.۹° N       | ۹۸.۹° W       | ۵۲.۰ کیلومتر |
| Y    | ۲۵.۴° N       | ۹۶.۷° W       | ۲۳.۰ کیلومتر |